# Кутуруша
Кутуруша — река в Самарской области России, левый приток Чапаевки.

## Описание
Длина реки 31 км, площадь бассейна 238 км². Берёт начало в 4,5 км к юго-востоку от посёлка Степной в Большеглушицком районе, на возвышенности Средний Сырт. Течёт на север через село Александровка, в низовьях протекает по Нефтегорскому району. Впадает в Чапаевку по левому берегу напротив села Дмитриевка (192 км от устья).
Русло в средней и нижней частях очень извилистое. В верховьях реки создано Кутурушинское водохранилище, имеется множество прудов на притоках. Территория бассейна практически безлесная, изрезана оврагами.
Основные притоки: овраги Ледяйка (лв), Горелка (пр).
В бассейне реки расположены посёлки Ледяйка и Степной.

## Данные водного реестра
По данным государственного водного реестра России относится к Нижневолжскому бассейновому округу, водохозяйственный участок реки — Чапаевка от истока до устья, речной подбассейн реки — подбассейн отсутствует. Речной бассейн реки — Волга от верхнего Куйбышевского водохранилища до впадения в Каспий.
Код объекта в государственном водном реестре — 11010001212112100008725.